# Wilhelm Pleyer
Wilhelm Pleyer (* 8. März 1901 in Eisenhammer bei Hluboka, Österreich-Ungarn; † 14. Dezember 1974 in München) war ein sudetendeutscher Schriftsteller und Journalist deutsch-nationaler und völkischer Prägung.

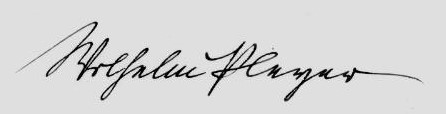
Signatur (1940)

## Leben
Nach einem Studium der deutschen und slawistischen Philologie, Geschichte, Kunstgeschichte sowie von zeitgenössischer Philosophie an der Universität Prag war Pleyer ab 1924 als Journalist für die Zeitschriften Rübezahl und Norden tätig. Von 1926 bis 1929 hatte er das Amt des Gaugeschäftsführers der Deutschen Nationalpartei der Tschechoslowakei inne, war dann Redakteur beim Gablonzer Tagesboten, Reichenbacher Tagesboten und den Sudetendeutschen Monatsheften.
Im NS-Staat stieg er zu einem der erfolgreichsten sudetendeutschen Schriftsteller auf. Er war mehrfacher NS-Literaturpreisträger (Deutschland ist größer!). Der Volksbrockhaus von 1941 bescheinigte, dass Pleyer wesentlich „bei der Lösung der sudetendeutschen Frage“ mitgewirkt habe. In der Tschechoslowakei wurde Pleyer bis 1938 hingegen mehrfach wegen antitschechischer Agitation sowie illegaler Handlungen verurteilt.
Die letzten Bücher vor dem Ende des Zweiten Weltkrieges waren Kraft (1944 als Feldpostausgabe) und Der Gurkenbaum (1944 erschienen im Eher-Verlag, dem Zentralverlag der NSDAP).

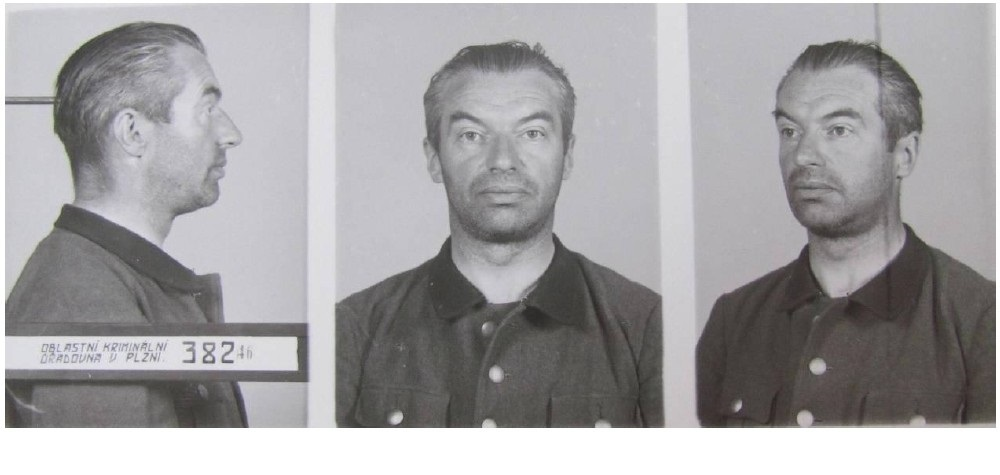
Wilhelm Pleyer (1946)

Nach seiner Flucht nach Bayern im Mai 1945 wurde Pleyer im Februar 1946 von der amerikanischen Besatzungsmacht verhaftet und im Juni 1946 an die Tschechoslowakei ausgeliefert. Im Prager Gefängnis Pankrác arbeitete er in einem Kommando, das Güter aus dem ehemaligen Ghetto Theresienstadt sortierte. Im August 1947 kam Pleyer nach Bayern zurück, wo er im Nachkriegsdeutschland seine schriftstellerische Karriere fortsetzte, die weiterhin mit einschlägigen Auszeichnungen verbunden war. Über seine Erlebnisse veröffentlichte er 1953 das Buch Aber wir grüßen den Morgen. Erlebnisse 1945–1947.
In der Sowjetischen Besatzungszone wurden seine Schriften Der Kampf um Böhmisch-Rust (Langen/Müller, München 1938), Die letzten und die ersten Tage (Kraft, Karlsbad 1940), Kämpfen und Lachen (Reclam, Leipzig 1941) und Dichterfahrt durch Kampfgebiete (Kraft, Karlsbad 1942) auf die Liste der auszusondernden Literatur gesetzt, in der Deutschen Demokratischen Republik folgten dann noch Deutschland ist größer! (Duncker, Weimar 1932) und Der Puchner (Langen/Müller, München 1934).
Nach 1945 veröffentlichte er in einer Reihe einschlägiger rechtsextremer Verlage und Serien:
Dennoch (1951) Türmer Verlag, Bismarck durchreitet die Nacht (1952) Türmer Verlag, Lob der Frauen (1956) Türmer-Verlag, Musenbusserln (1957) Türmer-Verlag, Der deutsche Schriftsteller in dieser Zeit (1970) im Arndt-Verlag, Was Heimat ist (1970) Eckartschriften Heft 36 oder Dichtung und Volksbewußtsein (1971) Österreichische Landsmannschaft. Zahlreiche weitere Bücher erschienen im Bogen-Verlag, etwa sein Werk zum sudetendeutschen Volkstum Europas unbekannte Mitte (1957), in dem er die Tschechen in rassistischer Manier als „angreiferisches Volk“ und als „Fremdvolk im Herzraume Deutschlands“ diffamiert, und diese Aussagen begründet mit einer „Strömung mongolischen Blutes“, die er rassenphysiologisch nachzuweisen sucht und die sich bei den Tschechen unter anderem in „Eiferwut, Haß und Grausamkeit“ Bahn breche.
Pleyer war Mitglied im rechtsextremistischen Deutschen Kulturwerk europäischen Geistes sowie Förderer des 1961 verbotenen rechtsextremen Bundes Nationaler Studenten. Danach engagierte er sich in der NPD, für die er häufig als Redner auftrat, und wurde zusätzlich Mitglied der Gesellschaft für Freie Publizistik. 1971 war er eines der Gründungsmitglieder der DVU. 2003 beschloss der Rat der Stadt Salzgitter, eine seit 1957 nach ihm benannte Straße umzubenennen.
Wilhelm Pleyer war ein Bruder des Historikers und Schriftstellers Kleo Pleyer, Barbara Rotraut Pleyer ist eine Nichte.

## Auszeichnungen und Ehrungen
- 1934 – Schünemann-Preis
- 1937 – Literaturpreis der Reichshauptstadt Berlin
- 1941 – Volksdeutscher Schrifttumspreis der Stadt der Auslandsdeutschen Stuttgart (2000 RM)[9]
- 1956 – Förderpreis der sudetendeutschen Landsmannschaft
- Eintrag auf dem Dichterstein in Offenhausen

## Werke
- Die Jugendweisen, Gedichte, Weinböhla 1921
- Aus der Spaßvogelschau, Prag 1924
- Das Museum, Reichenberg 1927
- Der Bärenhäuter. Das deutsche Märchen für die Puppenbühne, München 1928
- Deutsche Schutzarbeit 1929, 1930
- Deutschland ist größer! Gedichte eines Grenzlanddeutschen, Weimar 1932
- Till Scheerauer. Der Roman eines jungen Deutschen, Weimar 1932 (Neufassung: Till Scheerauer, 1949)
- Der Puchner. Ein Grenzlandschicksal, Roman, München 1934
- Die Brüder Tommahans, Roman, München 1937
- Im Gasthaus "Zur deutschen Einigkeit". Geschichten aus Böhmen, München 1937
- Lied aus Böhmen. Gedichte, München 1938
- Der Kampf um Böhmisch-Rust. 2 Erzählungen, München 1938
- Die letzten und die ersten Tage. Verse und Tagebuchblätter von Kampf und Befreiung, Karlsbad 1940
- Tal der Kindheit, München 1940
- Der Gurkenbaum. Heitere Geschichten, München 1941
- Kämpfen und Lachen, Leipzig 1941
- Bismarck durchreitet die Nacht. Bild eines Deutschen, Novelle, Karlsbad 1942
- Dichterfahrt durch Kampfgebiete. Ein Tagebuch (= Volksdeutsche Reihe. Bd. 50). Kraft, Karlsbad und Leipzig 1942
- Kindheit im Böhmen, Köln 1942 und 1956
- Mutters Schleier. Humorige Verse, Karlsbad 1943
- Der Ruf des Lebens, Bielefeld 1943
- Das Abenteuer Nikolsburg. 2 Erzählungen, Karlsbad 1944
- Tjawoll! Lustige und grimmige Geschichten, Berlin 1944
- Lob der Frauen. Eine Rahmenerzählung, Gütersloh 1948
- Wir Sudetendeutschen (Hrsg.), Salzburg 1949
- Dennoch. Neue Gedichte, Lochham 1951
- Spieler in Gottes Hand, Roman, Gießen 1951
- Der Heimweg, Roman, München 1952
- Aber wir grüßen den Morgen. Erlebnisse 1945-1947, Starnberg, Wels 1953
- Hirschau und Hockewanzel. Das Schwankbuch aus dem Sudetenland, Augsburg 1957
- Europas unbekannte Mitte. Ein politisches Lesebuch, München, Stuttgart 1957
- Musenbusserln. Unernste Gedichte, München 1957
- So tief ist keine Nacht. Geschichten und Lieder aus der Zeit, München, Stuttgart 1957
- Gustav Leutelt, der Dichter des Isergebirges, Kaufbeuren-Neugablonz 1957
- Die Nacht der Sieger, Schauspiel, München, Stuttgart 1960
- Gedichte vieler Jahre, Stuttgart 1962
- Hans Grimm, E. G. Kolbenheyer, Will Vesper. Gedenkrede (am 15. Juli 1962 aus Anlass des Lippoldsberger Dichtertages), München 1962
- Aus Winkeln und Welten. Erzählungen, München, Stuttgart 1962
- Wege der Jugend (Erinnerungen), München, Stuttgart 1962
- Kleiner Weltzirkus: allerlei Viechereien aus den Gebieten der Biologie, zumal der Zoologie, insonderheit Entomologie, der Morphologie, Philosophie, Theosophie, der Ontologie, Soziologie, Charakterologie, des Positivismus, Nihilismus, Existenzialismus und Sarkasmus, sowie weitere Osophien, Ologien, Ismusse und Asmusse, Gauting 1969
- Der deutsche Schriftsteller in dieser Zeit, Vaterstetten 1970
- Dichtung und Volksbewußtsein. Eckartschriften Heft 41, Österreichische Landsmannschaft, Wien 1971
- Jahrzehnte. In Reden, Aufsätzen, offenen Briefen, Frankfurt a. M. 1971
- Mit wenigen Worten (Aphorismen), 1976